# UFC 61
UFC 61: Bitter Rivals fue un evento de artes marciales mixtas celebrado por Ultimate Fighting Championship el 8 de julio de 2006 en el Mandalay Bay Events Center, en Las Vegas, Nevada, Estados Unidos.

## Historia
El evento principal fue un combate de campeonato de peso pesado entre el campeón Tim Sylvia y el excampeón Andrei Arlovski. Esta fue la tercera vez que estos combatientes se enfrentaban. El evento principal fue la muy anticipada revancha entre los entrenadores de TUF 3 Tito Ortiz y Ken Shamrock.
El número de canales de pago por compra de UFC 61 en los Estados Unidos fue de aproximadamente 775.000, que estableció un nuevo récord buyrate de UFC y generó ingresos brutos PPV de aproximadamente $30,960,000. La nómina de los peleadores fue de $676.000.

## Resultados

### Tarjeta preliminar
- Peso wélter: Drew Fickett vs. Kurt Pellegrino

Fickett derrotó a Pellegrino vía sumisión (rear naked choke) en el 1:20 de la 3ª ronda
- Peso pesado: Gilbert Aldana vs. Cheick Kongo

Kongo derrotó a Aldana vía TKO (parada médica) en el 4:13 de la 1ª ronda.
- Peso pesado: Jeff Monson vs. Anthony Perosh

Monson derrotó a Perosh vía TKO (golpes) en el 2:43 de la 1ª ronda.
- Pelea de (165 lbs): Hermes Franca vs. Joe Jordan

Franca derrotó a Jordan vía sumisión (triangle choke) en el 0:47 de la 3ª ronda.

### Tarjeta principal
- Peso ligero: Yves Edwards vs. Joe Stevenson

Stevenson derrotó a Edwards vía TKO (parada médica) al final de la 2ª ronda.
- Peso wélter: Josh Burkman vs. Josh Neer

Burkman derrotó a Neer vía decisión unánime (29–28, 30–27, 29–28).
- Peso pesado: Frank Mir vs. Dan Christison

Mir derrotó a Christison vía decisión unánime (29-28, 29-28, 29-28).
- Peso semipesado: Tito Ortiz vs. Ken Shamrock

Ortiz derrotó a Shamrock vía TKO (codazos) en el 1:18 de la 1ª ronda.
- Campeonato de Peso Pesado: Tim Sylvia (c) vs. Andrei Arlovski

Sylvia derrotó a Arlovski vía decisión unánime (48–47, 49–46, 48–47) para retener el campeonato.

## Premios extra
- Pelea de la Noche: Joe Stevenson vs. Yves Edwards
- KO de la Noche: Jeff Monson
- Sumisión de la Noche: Hermes Franca